# Suprem Poder Executiu

Mapa polític de Mèxic el 1823

El Triumvirat (Triunvirato en castellà) fou el nom de les set organitzacions de govern provisional de Mèxic creades després de l'Imperi Mexicà el 1823. El 10 d'octubre de 1824 es promulgà la primera Constitució Federal dels Estats Units Mexicans, donant-fi a aquesta forma de govern. Els Suprem Poder executiu era integrat per un triumvirat encapçalat per un president.

## Govern
- I Triumvirat: integrat per Pedro Celestino Negrete, José Mariano de Michelena i Miguel Domínguez
- II Triumvirat: integrat per Pedro Celestino Negrete, José Mariano de Michelena i Nicolás Bravo
- III Triumvirat: integrat per José Mariano de Michelena, Miguel Domínguez i Vicente Guerrero
- IV Triumvirat: integrat per Miguel Domínguez, Vicente Guerrero i Nicolás Bravo
- V Triumvirat: integrat per Miguel Domínguez, Vicente Guerrero i Guadalupe Victoria
- VI Triumvirat: integrat per Miguel Domínguez, Vicente Guerrero i Nicolás Bravo.
- VIII Triumvirat: integrat per Vicente Guerrero, Nicolás Bravo i Guadalupe Victoria.